# Bill Clay
William Lacy Clay Sr., detto Bill (Saint Louis, 30 aprile 1931 – 16 luglio 2025), è stato un politico statunitense, membro della Camera dei Rappresentanti per lo stato del Missouri dal 1969 al 2001.

## Biografia
Membro del Partito Democratico, Clay entrò in politica da giovane e fu aldermanno della città di Saint Louis dal 1959 al 1964.
Nel 1969 venne eletto deputato al Congresso, dove rimase per trentadue anni. Durante questo tempo Clay portò avanti la sua ideologia liberale e negli anni Settanta fu uno dei co-fondatori del Congressional Black Caucus.
Al suo ritiro nel 2001, il figlio William Lacy Clay, Jr. si candidò per conquistare il suo seggio e vinse le elezioni, venendo eletto.